# Ding Feng
Ding Feng (丁峰S; pinyin: Dīng Fēng; Changzhou, 19 marzo 1987) è un tiratore a segno cinese, vincitore di una medaglia di bronzo ai Giochi olimpici di Londra 2012.

## Palmarès

### Giochi olimpici
- 1 medaglia:
  - 1 bronzo (pistola 25 metri automatica a Londra 2012).